# 沃图波兰加
沃图波兰加是巴西圣保罗州的一个市镇。总面积421.686平方公里，总人口85279人，人口密度202.2人/平方公里。